# Jürgen Schneider (ciclista)
|  | Aquest article tracta sobre el ciclista suís. Vegeu-ne altres significats a «Jürgen Schneider». |

Jürgen "Jürg" Schneider (Seftigen, cantó de Berna, 19 de desembre de 1949) és un exciclista suís, que competí professionalment de 1970 a 1972, tant en pista com en carretera.

## Trajectòria
Nascut el 19 de desembre de 1949 a la localitat suïssa de Seftigen, al cantó de Berna, és germà petit del també ciclista Eduard Schneider. Un cop va assolir la majoria d'edat va començar a participar en competicions amateurs. D'aquesta forma, l'11 de maig de 1968 es va proclamar campió, juntament amb els seus companys Xaver Kurmann, Erich Spahn i Felix Rennhard, de la cursa Belair-Luxemburg, una prova amateur de 57 km. de carretera per equips, amb un temps d'1 hora i 57 minuts. L'estiu de 1968, i en la modalitat de ciclisme en pista, va participar en els Jocs Olímpics de Ciutat de Mèxic en la prova de persecució per equips. Aquesta prova coral de 4000 metres en categoria masculina la va realitzar juntament amb Walter Richard, Bruno Hubschmid i Xaver Kurmann al Velòdrom Olímpic Agustín Melgar, situat a la ciutat esportiva Magdalena Mixhuca de la capital mexicana. El combinat suís no va aconseguir classificar-se entre els vuit millors equips de la fase de quarts de final i, d'aquesta forma, va finalitzar la competició en el novè lloc, posició compartida amb els altres dotze equips que no van avançar. En la modalitat de carretera va participar al Giro d'Itàlia de 1972 amb l'equip GBC-Sony, no obstant això, dels 100 corredors que van iniciar la cursa, va ser un dels 31 que no la van finalitzar.

## Resultats

### Palmarès en carretera
- 1968: 1r a la cursa Belair-Luxemburg (amb Xaver Kurmann, Erich Spahn i Felix Rennhard) prova amateur.[2]
- 1971: 1r al Gran Premi de Ginebra
- 1971: 2n al Campionat nacional[8]
- 1972. No acaba el Giro d'Itàlia.[7] 3r lloc a l'etapa 9.[8]

### Palmarès en pista
- 1968: 9è lloc de la prova de persecució per equips dels Jocs Olímpics d'Estiu (amb Walter Richard, Bruno Hubschmid i Xaver Kurmann). No classificat per quarts de final.[5]
- 1970: 3r als Sis dies de Zuric (amb Sigi Renz i Patrick Sercu)[9]